# Mumbaca
Na botânica, o coqueiro-mumbaca (Astrocaryum gynacanthum; Astrocaryum mumbaca; Astrocaryum Astrocaryum minus), marajá-açu, marajá-da-terra-firme, ou simplesmente mumbaca, é um tipo de palmeira sul-americana cespitosa (crescimento de brotos aglomerados), medindo em média de 3 a 6 metros.
Possuem estipe (caule) fina e solitária, cobertos de espinhos pretos e longos, com folhas de coloração verde-escura, levemente arqueadas e drupas (fruto contendo uma semente) elípticas ou ovoide, de cor laranja quando maduro.
As seguintes espécies fazem parte do gênero Astrocaryum: tucumã, Juarí, Murmuru, Pupunha, Jauarí.